# Adrianus Johannes Simonis

znak Adriana Simonise

Adrianus Johannes kardinál Simonis (26. listopadu 1931 Lisse – 2. září 2020) byl nizozemský římskokatolický kněz, bývalý arcibiskup Utrechtu, kardinál.
Studoval v seminářích v městech Hageveld a Warmond, později také na římské Papežské univerzitě Angelicum a na Papežském biblickém institutu. Kněžské svěcení přijal 15. června 1957. Působil jako kaplan v diecézích Haag a Rotterdam. Zde byl členem diecézní kněžské rady a katedrální kapituly.
V prosinci 1970 byl jmenován biskupem Rotterdamu, biskupské svěcení přijal 20. března 1971. V červnu 1983 byl jmenován arcibiskupem-koadjutorem Utrechtu, řízení arcidiecéze se ujal v prosinci téhož roku. Zakrátko poté, při konzistoři v květnu 1985, ho papež Jan Pavel II. jmenoval kardinálem.
V dubnu 2007 papež Benedikt XVI. přijal jeho rezignaci vzhledem k dovršení kanonického věku. Do ledna 2008 řídil arcidiecézi jako apoštolský administrátor, poté byl arcibiskupem jmenován kardinál Willem Jacobus Eijk.